# Mastixiodendron smithii
Mastixiodendron smithii är en måreväxtart som beskrevs av Elmer Drew Merrill och Lily May Perry. Mastixiodendron smithii ingår i släktet Mastixiodendron och familjen måreväxter. Inga underarter finns listade i Catalogue of Life.